# Itaberaí
Itaberaí is een gemeente in de Braziliaanse deelstaat Goiás. De gemeente telt 32.356 inwoners (schatting 2009).

## Aangrenzende gemeenten
De gemeente grenst aan Americano do Brasil, Anicuns, Araçu, Avelinópolis, Goiás, Heitoraí, Itaguari, Itaguaru, Itauçu, Mossâmedes, Taquaral de Goiás en Uruana.

## Verkeer en vervoer
De plaats ligt aan de radiale snelweg BR-070 tussen Brasilia en Cáceres. Daarnaast ligt ze aan de wegen GO-070, GO-156 en GO-522.